# Florian Uhlig (Pianist)
Florian Uhlig (* 28. Oktober 1974 in Düsseldorf) ist ein deutscher Pianist.

## Leben
Uhlig gab 1986 seinen ersten Klavierabend. Er studierte zunächst bei Roland Pröll in Dortmund. Er setzte seine Studien bei Peter Feuchtwanger, sowie anderen Lehrern am Royal College of Music und an der Royal Academy of Music in London fort.
Sein Orchesterdebüt gab der Pianist im Londoner Barbican Arts Centre im Jahr 1997. In der Folge konzertierte mit Orchestern wie dem BBC Symphony Orchestra, der Dresdner Philharmonie, den Münchner Symphonikern, dem Rundfunk-Sinfonieorchester  Saarbrücken, dem Kammerorchester des Symphonieorchesters des Bayerischen Rundfunks und dem Wiener Kammerorchester.
Neben seiner solistischen Tätigkeit ist Florian Uhlig als Kammermusiker und Liedbegleiter aktiv. Er war der letzte Partner von Hermann Prey. Daneben erarbeitet er auch Programme mit Schauspielern (Christoph Bantzer, Cornelia Froboess und Gudrun Landgrebe).
Uhlig hat das Gesamtwerk für Klavier und Orchester von Dmitri Schostakowitsch auf CD eingespielt, sowie alle Klavierwerke von Maurice Ravel. Er hielt Meisterkurse und Vorlesungen am Londoner Royal College of Music,  am Conservatoire de Neuchâtel sowie an den Universitäten von Johannesburg und Kapstadt.
Seit 2008 ist Uhlig Künstlerischer Leiter des Johannesburg International Mozart Festivals, im Jahr 2014 wurde er auf eine Professur an der Hochschule für Musik Carl Maria von Weber Dresden berufen und folgte 2019 dem Ruf an die Musikhochschule Lübeck.

## Auszeichnungen
- 2023: Robert-Schumann-Preis[1]

## Diskographie
- Sonatas for Cello and Duplex Piano (Werke von Emanuel Moór, Ernst von Dohnányi und Richard Strauss), mit David Stromberg, Oehms Classics (OC 497), Co-Produktion mit Deutschlandfunk Kultur, 2023
- Debussy, Poulenc, Francaix, Ravel – Klavierkonzerte Hänssler Classic (93.302), 2013
- Schumann und seine Töchter Hänssler Classic (98.011), 2013
- Schumann in Wien Hänssler Classic (98.650), 2012
- Schumann: Charakterstücke I Hänssler Classic (98.646), 2012
- Schumann – Der junge Virtuose Hänssler Classic (98.632), 2011
- Schumann: Sämtliche Werke für Klavier und Orchester Hänssler Classic (93.264), 2010
- Schumann und die Sonate I Hänssler Classic (98.603), 2010
- Beethoven: Variationen für Klavier Hänssler Classic (98.599), 2009
- Hartmann: Konzert für Bratsche und Klavier Wergo (WER 67142), 2009
- J.S. Bach Brandenburgisches Konzert Nr. 5 quartz (QTZ2047), 2006
- Die Klaviermusik von Bernard Stevens Dutton Epoch (CDLX 7160), 2005
- Schostakowitsch Klavierkonzerte Hänssler Classic (CD 93.113), 2004
- Musik zu Sisi's Hochzeit 1854 EMI Classics (EMI 7243 557826 2 5), 2004
- Gustav Mahler Real Sound (RS 052-0107), 2002
- Venezia Black Box Music (BBM 1054), 2000
- Original und Fälschung SWR / Uracant (HMT 97001), 1998